# Institut für Weltraumforschung
Pour les articles homonymes, voir IWF.
L'Institut für Weltraumforschung également désigné par son acronyme IWF (en français Institut de recherche spatiale) est un centre de recherche situé à Graz en Autriche spécialisé dans les domaines des plasmas spatiaux, des atmosphères planétaires et des exoplanètes. 

## Organisation
L'institut est l'un principaux instituts de l'Académie autrichienne des sciences. Il a été créé en 1970. Il emploie une centaine de chercheurs venant de 20 pays. L'IWF conçoit et fabrique des instruments embarqués à bord d'engins spatiaux et exploite les données collectées. 

## Domaines de recherches

### Physique des plasmas spatiaux
Les travaux de recherche sur la physique des plasmas spatiaux passent par le recueil de données par des satellites consacrés à l'étude de la magnétosphère terrestre et de l'héliosphère.

### Télémétrie laser sur satellites
L'institut dispose d'une station de télémétrie laser sur satellites installée à l'Observatoire Lustbühel. Celle-ci est utilisée pour mesurer de manière précise les orbites de 140 satellites (en 2019). Les données collectée sont mises à disposition les données auprès de l'International Laser Ranging Service.

### Physique des planètes et des exoplanètes
L'étude de la physique des planètes et des exoplanètes est réalisée par l'analyse du rayonnement émis et pour les planètes la mesure in situ des caractéristiques du plasma.

### Instruments de missions spatiales
En 2019, l'institut participe via la fourniture d'instruments, à 21 missions développées par l'Agence spatiale européenne, la NASA, l'agence spatiale japonaise et d'autres pays. Parmi ces missions figurent : 
- Mission en cours : BepiColombo, CHEOPS, Cluster, Juno, MMS, STEREO, THEMIS, Van Allen Probes
- Mission futures : ATHENA, ARIEL, CHEOPS, Comet Interceptor, Huoxing 1, CSES, GEO-KOMPSAT-2-A, InSight, JUICE, PLATO, SMILE, Solar Orbiter
- Mission achevées : Cassini-Huygens, Rosetta